# Lost Witness
Lost Witness ist ein britisches Trance-Projekt, das 1997 von Simon Paul gegründet wurde. Über die Jahre arbeitete Paul mit den Musikproduzenten Miguel Sassot, Paul Janes und Simon Kemper und verschiedenen Vocalists, etwa Andrea Britton und Tiff Lacey.
In den Jahren 1999 bis 2002 produzierte Lost Witness vier Singles, die allesamt in die UK-Single-Charts kamen. Die Single „Did I Dream (Song to the Siren)“ ist eine Coverversion von Song to the Siren von Tim Buckley.

## Diskografie

### Singles
- 1999: Happiness Happening
- 1999: Red Sun Rising (mit Tracy Carmen)
- 2000: 7 Colours
- 2002: Did I Dream (Song to the Siren)
- 2004: Wait for You (mit Andrea Britton)
- 2005: Home (mit Tiff Lacey)
- 2005: Love Again (mit Tiff Lacey)
- 2006: The Waiting Game (Love Is Trance)
- 2006: The Best
- 2007: Whatever (vs. Sassot)
- 2007: Rise Again (vs. Breeze)
- 2007: Coming Down (mit Tiff Lacey)
- 2007: Whitelaw presents Going Bush
- 2008: Sin Mas (vs. Sassot)
- 2009: Closer to Love
- 2010: Love to the Stars (mit Breeze vs. UFO)
- 2011: Fade Away
- 2012: Here with You (feat. Darren Barley)
- 2012: Our Suns Rising (mit Adam Zindani)

### Remixe
- 2000: ATB – Killer
- 2000: Coldplay – Trouble
- 2001: Delerium – Innocente (Falling in Love)
- 2002: Ayumi Hamasaki – Daybreak
- 2006: Trinity – Like the Sun (vs. Sassot)